# Uvaria bathiei
Uvaria bathiei este o specie de plante angiosperme din genul Uvaria, familia Annonaceae, descrisă de Jean H.P.A. Ghesquière, Alberto Judice Leote Cavaco și Monique Keraudren. Conform Catalogue of Life specia Uvaria bathiei nu are subspecii cunoscute.